# Golnar Shahyar

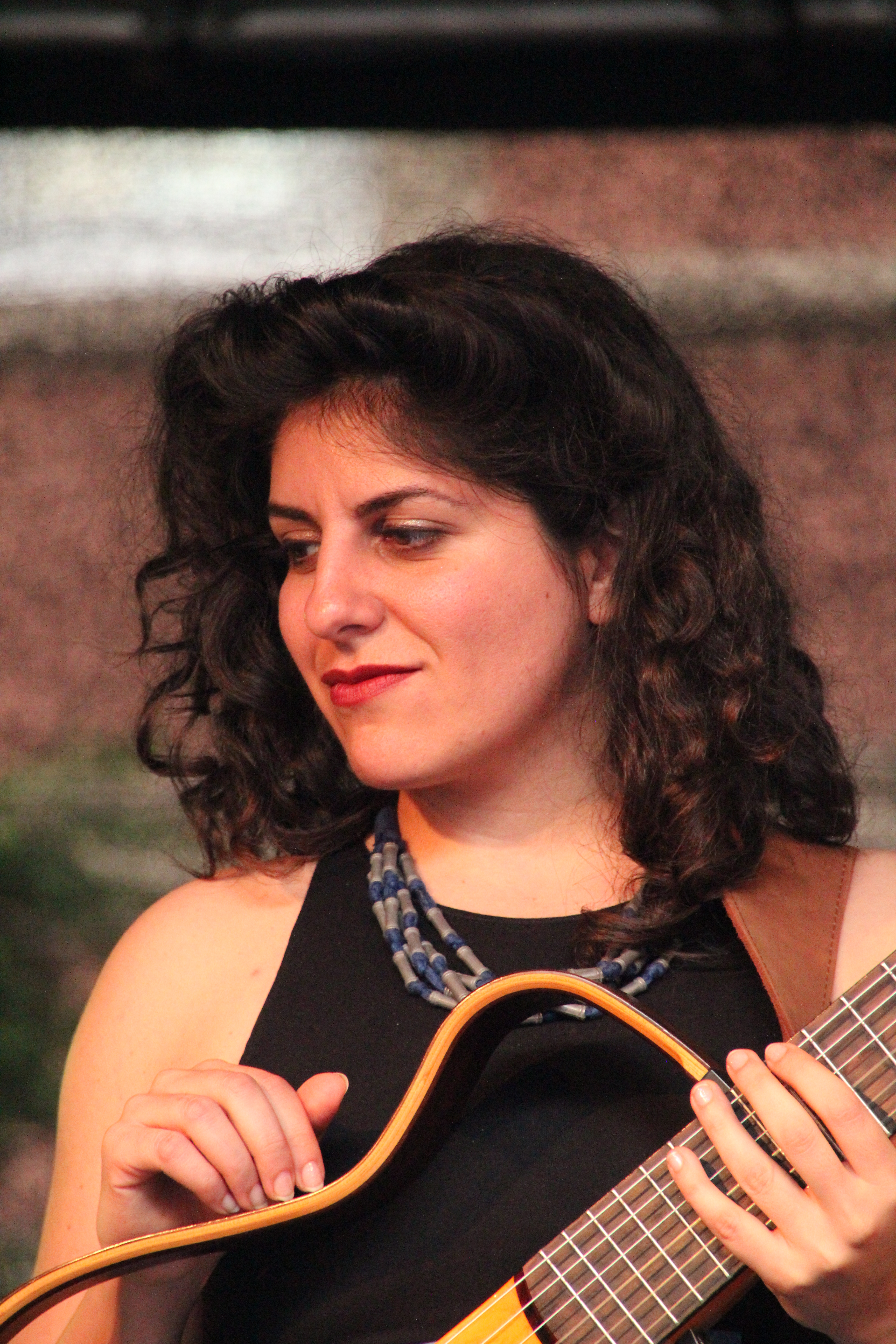
Golnar Shahyar (2018)

Golnar Shahyar (persisch گلنار شهیار, * 1985 in Teheran, Iran) ist eine iranisch-kanadische Musikerin, die als Komponistin, Sängerin und Multiinstrumentalistin in mehreren Ensembles bekannt wurde. Sie lebt seit 2008 in Wien und ist sowohl im Bereich der Weltmusik als auch im Jazz und der zeitgenössischen Musik tätig. Weiterhin ist Shahyar auch durch ihre Aufrufe für mehr Diversität im österreichischen Kulturbetrieb bekannt geworden. 
Unter anderem ist Shahyar im Goldenen Saal des Wiener Musikvereins, im Burgtheater in Wien, in der Royal Festival Hall in London und in der Elbphilharmonie in Hamburg aufgetreten. Bei ihren Auftritten setzte sie sich wiederholt für die feministische Revolution im Iran ein.

## Leben und Wirken
Shahyar stammt aus einer iranischen Familie der Mittelklasse und lebte bis zu ihrem 17. Lebensjahr in Teheran. 2001 zog sie mit ihren Eltern nach Toronto, Kanada, wo sie später an der York University einen Bachelor in Biologie erwarb. 2008 übersiedelte sie nach Wien und begann dort ein Gesangs- und Gitarrenstudium an der Universität für Musik und darstellende Kunst. Entscheidenden Einfluss bei ihrer künstlerischen Entwicklung zur improvisierten Musik hatte dabei die Jazzmusikerin Elfi Aichinger.
Shahyar bezieht ihre musikalische Inspiration aus verschiedenen Musikkulturen, die von nordafrikanischen und iranischen traditionellen Formen bis zum Jazz und zeitgenössischer Musik reichen. Außer in ihrer Muttersprache Persisch singt sie auch in Englisch, Kurdisch, Türkisch, Spanisch und Ladino, der Sprache der jüdisch-sefardischen Bevölkerung aus dem maurischen al-Andalus. Mit ihrem in persischer Sprache verfassten Protestsong Sagt meiner Mutter, dass sie keine Tochter mehr hat zitierte sie einen Slogan der feministischen Revolution im Iran. Er drückt die Trauer um Frauen aus, die Opfer der Unterdrückung im Iran wurden. Im November 2022 wurde diese Komposition live im Wiener Jazzclub Porgy & Bess aufgezeichnet.

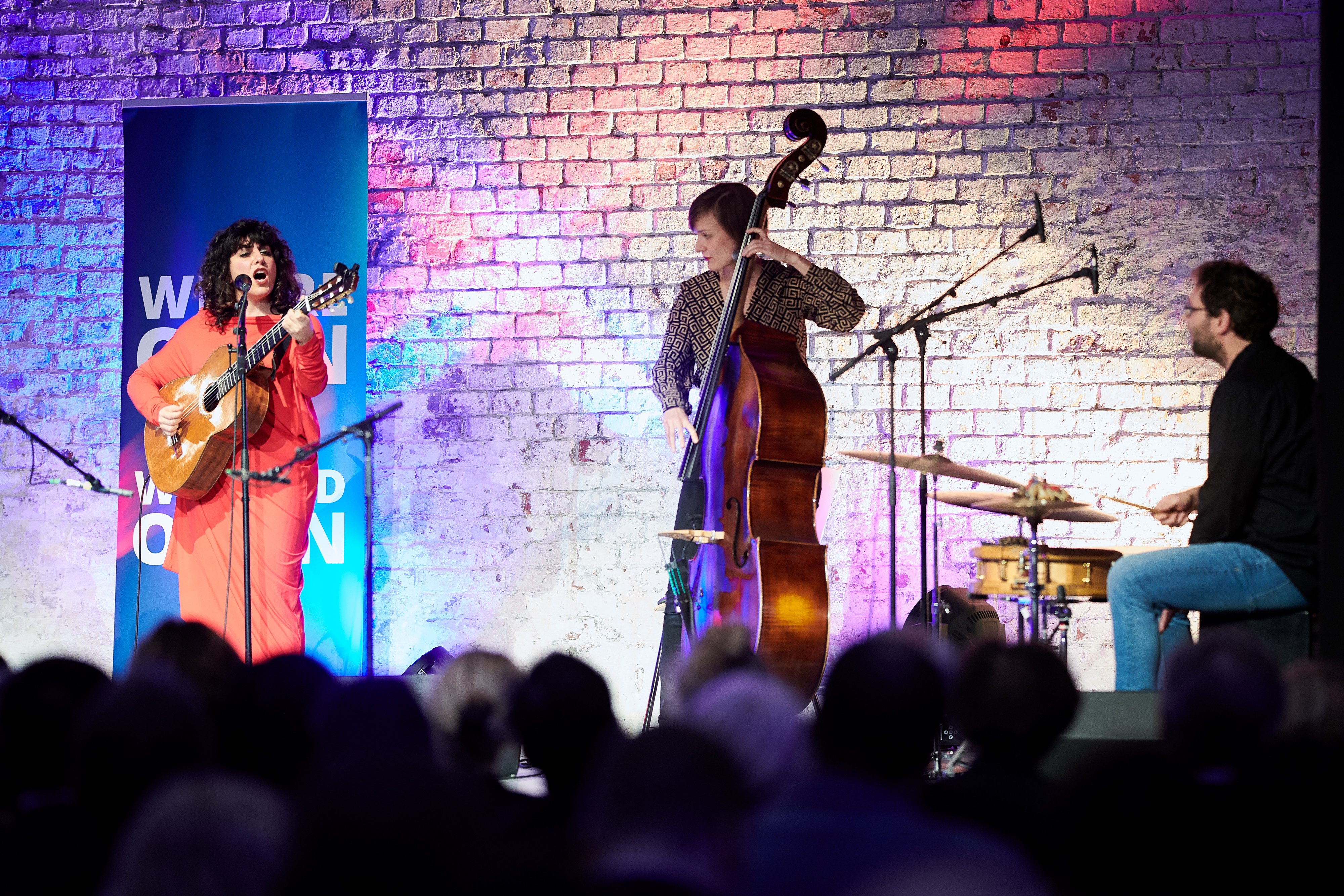
Golnar Shahyar, Judith Ferstl und András Dés bei der Eröffnung des Central European University Vienna Campus am 15. November 2019

Shahyar wurde durch ihre Auftritte und Aufnahmen in verschiedenen Gruppen bekannt. So gründete sie mit dem Gitarristen Mahan Mirarab und dem Perkussionisten Shayan Fathi das Weltmusiktrio Sehrang, das ausgehend von iranischer Musik 2014 das Album Dar Lahze veröffentlichte. Weiterhin ist sie mit Mirarab und dem Perkussionisten Amir Wahba auch als Golnar & Mahan Trio aufgetreten, zum Beispiel im Wiener Konzerthaus. Im Trio Gabbeh singt Shahyar mit der Klarinettistin Mona Matbou Riahi und dem Bassisten Manu Mayr. Am 15. November 2019 spielte Shahyar zusammen mit der Bassistin Judith Ferstl und dem Schlagzeuger András Dés bei der Eröffnung des Central European University Campus in Wien. 
Im Jahr 2017 war Shahyar im BBC World Service in einem Programm mit „globalen Beats“ zu hören. Am 16. November 2022 stand sie beim Woman, Life, Freedom Festival in der Royal Festival Hall auf der Bühne, um zusammen mit anderen iranischen und internationalen Musikerinnen Solidarität mit den Frauen im Iran zu bezeugen. Im Mai 2024 bestritt sie als Gast der NDR Bigband neben dem Klarinettisten Kinan Azmeh ein Set in der Elbphilharmonie Hamburg.
Tear Drop, ihr erstes Album unter eigenem Namen, wurde für den Deutschen Jazzpreis 2023 als Debütalbum des Jahres (international) nominiert. Dabei würdigte die Jury sowohl ihren herausragenden Gesangsstil als auch die hohe Qualität der Aufnahmen und bezeichnete das Album insgesamt als „ausdrucksstark, eigen und vielfältig.“
Neben ihren Auftritten und Studioproduktionen als Sängerin und Instrumentalistin ist Shahyar auch als Schauspielerin und Komponistin von Bühnenmusik für Theater, Tanz und zeitgenössisches Musiktheater hervorgetreten. Weiterhin wirkte sie in der Saison 2017/2018 als künstlerische Leiterin für das Festival The Female Voice of Iran an der Zeitgenössischen Oper Berlin.
Mit dem Ziel, Musikern und anderen Kulturschaffenden vor allem aus den sogenannten „Freien Szenen“ mehr Aufmerksamkeit zu verschaffen, veröffentlichte Shahyar 2020 einen „offenen Brief an die Musik- und Kulturjournalist*innen“ in Österreich. Auslösend für diesen Aufruf war die ihrer Meinung nach weitgehende Marginalisierung vor allem migrantischer Künstler im etablierten Kulturbetrieb. Dabei forderte sie angemessene mediale Darstellung der vielfältigen kulturellen Ausdrucksformen und kulturellen Einflüsse und beendete ihren Aufruf als „eine Einladung zu mehr Solidarität in der österreichischen Musikindustrie.“

## Diskografie
- Dar Lahze mit dem Trio Sehrang, Lotus Records, Wien 2014
- Sormeh mit Mona Matbou Riahi und Jelena Popržan, Lotus Records 2014
- Derakht mit dem Golnar & Mahan Trio, Lotus Records 2017
- Tear Drop, Klaeng Records 2022